# 东突堤山脊
73°6′S 1°35′W / 73.100°S 1.583°W
奧斯特沃倫嶺是南極洲的山嶺，位於東部南極洲的毛德皇后地，該山嶺由德國的探險隊發現，該山嶺由挪威的製圖師根據測量和空中照片繪入地圖。